# Petăr Dačev
Petăr Načev Dačev (in bulgaro Петър Начев Дачев?; 15 giugno 1979) è un ex lunghista bulgaro.

## Palmarès

### Europei
- 1 medaglia:
  - 1 bronzo (Budapest 1998)

### Europei indoor
- 2 medaglie:
  - 1 oro (Gand 2000)
  - 1 bronzo (Vienna 2002)

### Mondiali under 20
- 1 medaglia:
  - 1 oro (Annecy 1998)